# نواب‌گنج
نواب‌گنج (به لاتین: Nawabganj) یک منطقهٔ مسکونی در بنگلادش است که در ناحیه دیناج‌پور واقع شده‌است. نوابگانج ۳۱۴٫۶۸ کیلومتر مربع مساحت و ۱۷۰٬۳۰۱ نفر جمعیت دارد.